# Megaloceros giganteus
El alce irlandés, ciervo gigante o megalocero (Megaloceros giganteus) es una especie extinta de mamífero artiodáctilo de la familia de los cérvidos. Semejante a un gamo de gran tamaño, sus astas medían hasta 3,5 m de punta a punta. Aunque vivió en toda Europa y gran parte de Asia desde hace medio millón de años hasta su extinción en tiempos recientes, suele ser conocido popularmente como "alce irlandés" por los abundantes hallazgos de ejemplares conservados en las turberas de Irlanda.

## Descripción
El ciervo gigante alcanzaba una altura de 2,2 m a la cruz en los machos, bastante mayor que el más grande de los alces actuales. Se trataba de una especie con fuerte dimorfismo sexual, pues las hembras eran considerablemente más pequeñas y gráciles que los machos, además de carecer de su impresionante cornamenta.
Tradicionalmente, el tamaño de los cuernos del alce irlandés se ha considerado exagerado. No son raros los dibujos de libros antiguos en los que el ciervo gigante aparece enredado con sus propios cuernos en la maleza, siendo así capturado fácilmente por leones de las cavernas u hombres primitivos. Pero en realidad, los ciervos gigantes eran animales que vivían en las tundras y estepas abiertas y no en bosques cerrados como los ciervos europeos y los gamos. El ciervo gigante no se extinguió a causa de su cornamenta que, al igual que los cérvidos actuales, sólo llevaba en otoño e invierno, durante la época de celo. De acuerdo con los estudios de paleontólogos como Stephen Jay Gould, el Megaloceros tenía la cornamenta que le correspondía por su tamaño.
El arte rupestre muestra posibles evidencias de cambios en la coloración y longitud del pelo según la época del año. Parece que en verano el pelo era más corto y de color pardo, rojizo o leonado; en invierno, con la cornamenta plenamente desarrollada, se volvía pardo oscuro en cuello, patas y lomo, siendo blanco o amarillento en cara, garganta y vientre. En los hombros se extendía una zona más oscura que se extendía dibujando dos líneas laterales hacia el cuello, que se cruzaban formando un "collar" oscuro en medio del mismo, y otras dos hacia los costados.

## Hábitos

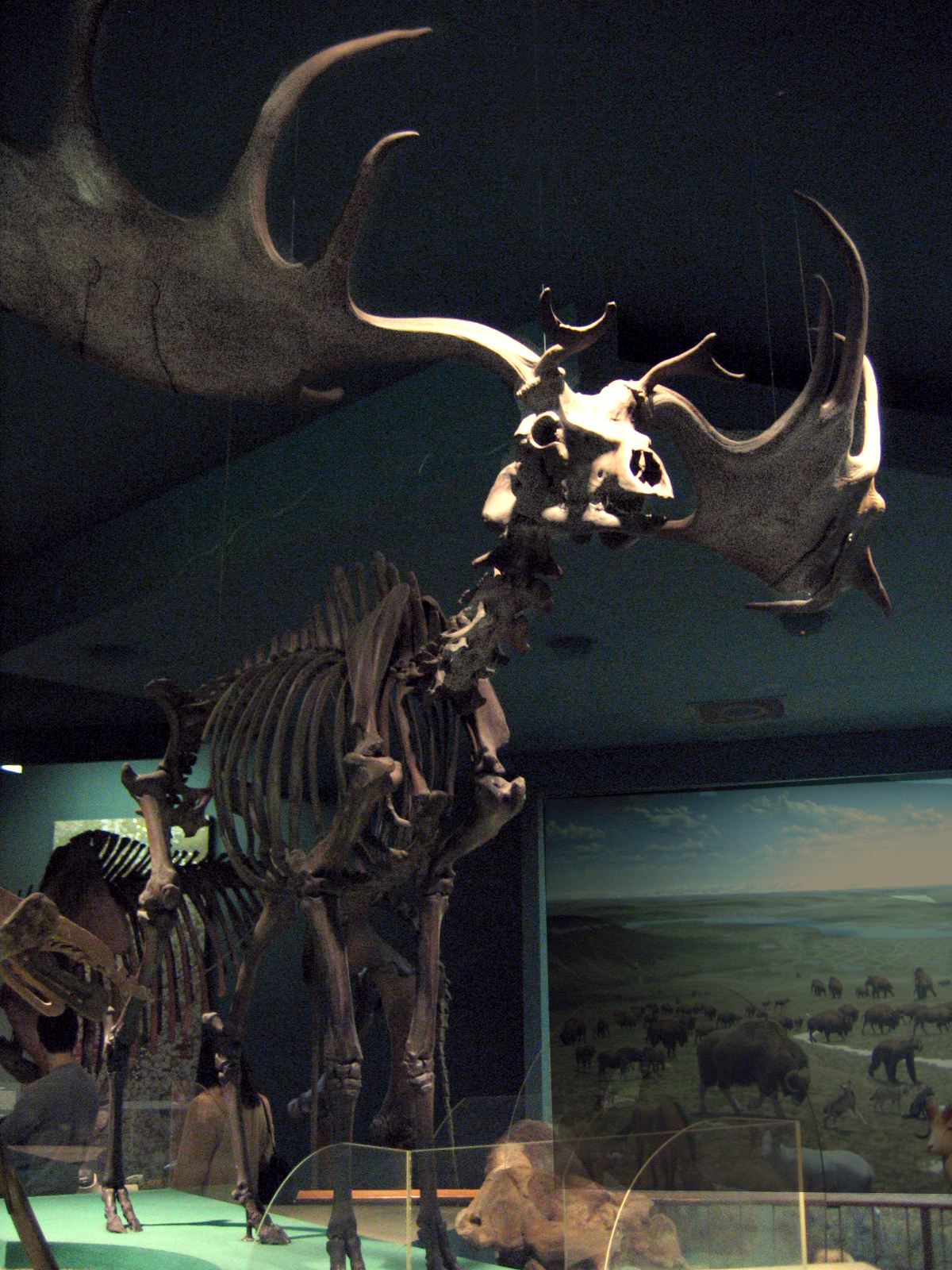
Esqueleto de alce irlandés.

Los ciervos gigantes eran animales pastadores que se nutrían de abundante hierba y plantas arbustivas en las grandes y frías llanuras que cubrían Eurasia durante gran parte del Pleistoceno. Es probable que en los periodos más fríos del invierno se retirasen ligeramente hacia las zonas más australes de su área de distribución. Los individuos adultos sólo contaban con el león de las cavernas, el hombre de Neandertal y el hombre moderno como depredadores habituales. Los individuos jóvenes o enfermos también podían caer víctimas de lobos, hienas y osos.
Como demuestra su fuerte dimorfismo sexual, los ciervos gigantes eran polígamos. Al igual que otros cérvidos, es probable que los machos reuniesen harenes de hembras en la época de celo tras luchar cabeza contra cabeza con otros machos rivales, y que al final del invierno estos grupos se disolviesen, siendo la hembra la única cuidadora de su única cría.
Numerosos esqueletos de machos jóvenes indican que los individuos de sexo masculino dejaban de comer en la época de celo y se concentraban exclusivamente en la lucha y la reproducción, al igual que hacen actualmente los ciervos europeos. A resultas de ello, se producían muchas muertes entre los machos durante la época de reproducción, especialmente en el caso de los individuos jóvenes que sucumbían fácilmente ante la mayor fuerza de los maduros y morían después de puro agotamiento sin llegar a reproducirse. Además, las exigencias de calcio y fosfato para formar la cornamenta propiciaban los casos de osteoporosis entre los machos de alce irlandés, por lo que la mortalidad, ya de por sí alta, se incrementaba en los malos años. Los cambios de flora en los periodos cálidos privaban de los minerales necesarios a la especie en varias zonas donde la población se reducía o llegaba a extinguirse.

## Historia evolutiva

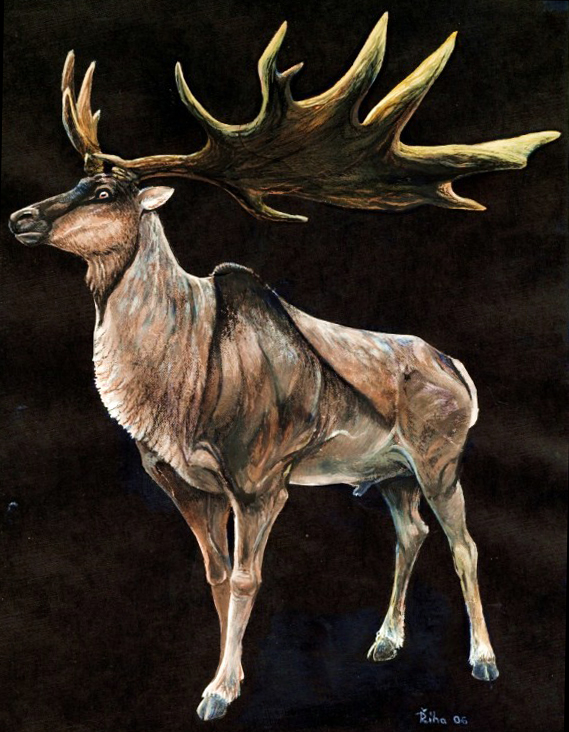
Representación de alce irlandés.

Al igual que el resto de megacerinos, el alce irlandés tiene sus orígenes en las estepas de Asia. La especie aparece registrada por primera vez en Asia Central y Europa del este hace casi medio millón de años. Como dependiente del clima frío y seco y los ambientes abiertos, el ciervo gigante se extendía por Europa en los periodos fríos, cuando arreciaba la glaciación, y se retiraba hacia su zona de origen en los cálidos. En su momento de mayor extensión, los ciervos gigantes llegaron hasta Irlanda y la península ibérica, pero nunca pisaron América, como sí hicieron otros animales como el bisonte estepario y el mamut.
Con el final de las glaciaciones la especie menguó rápidamente. En un principio se calculó su extinción hace unos 10 600 años, junto con la de la mayor parte de la megafauna mundial, pero en 2000 se descubrieron restos en la Isla de Man y el sur de Escocia que databan cerca del 7500 a. C. Al parecer, una pequeña población había seguido los hielos en su retirada hacia el norte y había quedado aislada allí, extinguiéndose a la llegada de los cazadores humanos desde el sur. En 2004 se produjo un descubrimiento aún más sensacional: a miles de km de allí, a los pies de los montes Urales, en Rusia, se encontraron restos aún más modernos que evidenciaban la existencia de ciervos gigantes en Siberia occidental hasta alrededor del 5000 a. C. Su extinción coincide con una serie de alteraciones en el terreno que no fueron causadas por cazadores paleolíticos, sino por los primeros granjeros neolíticos de Rusia. Por tanto, el ciervo irlandés sobrevivió a la era glacial.

## Galería

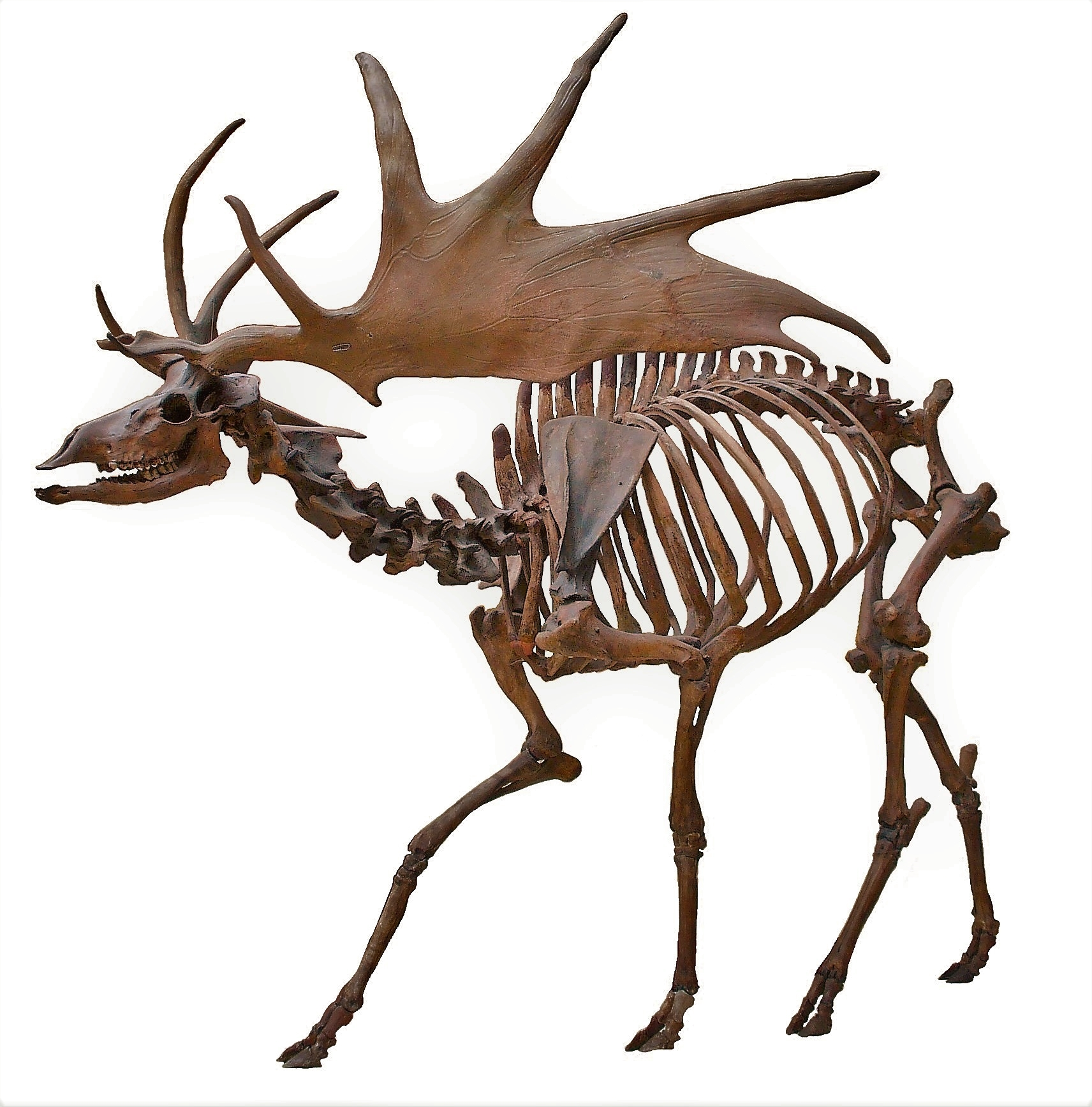
Esqueleto en vista lateral.
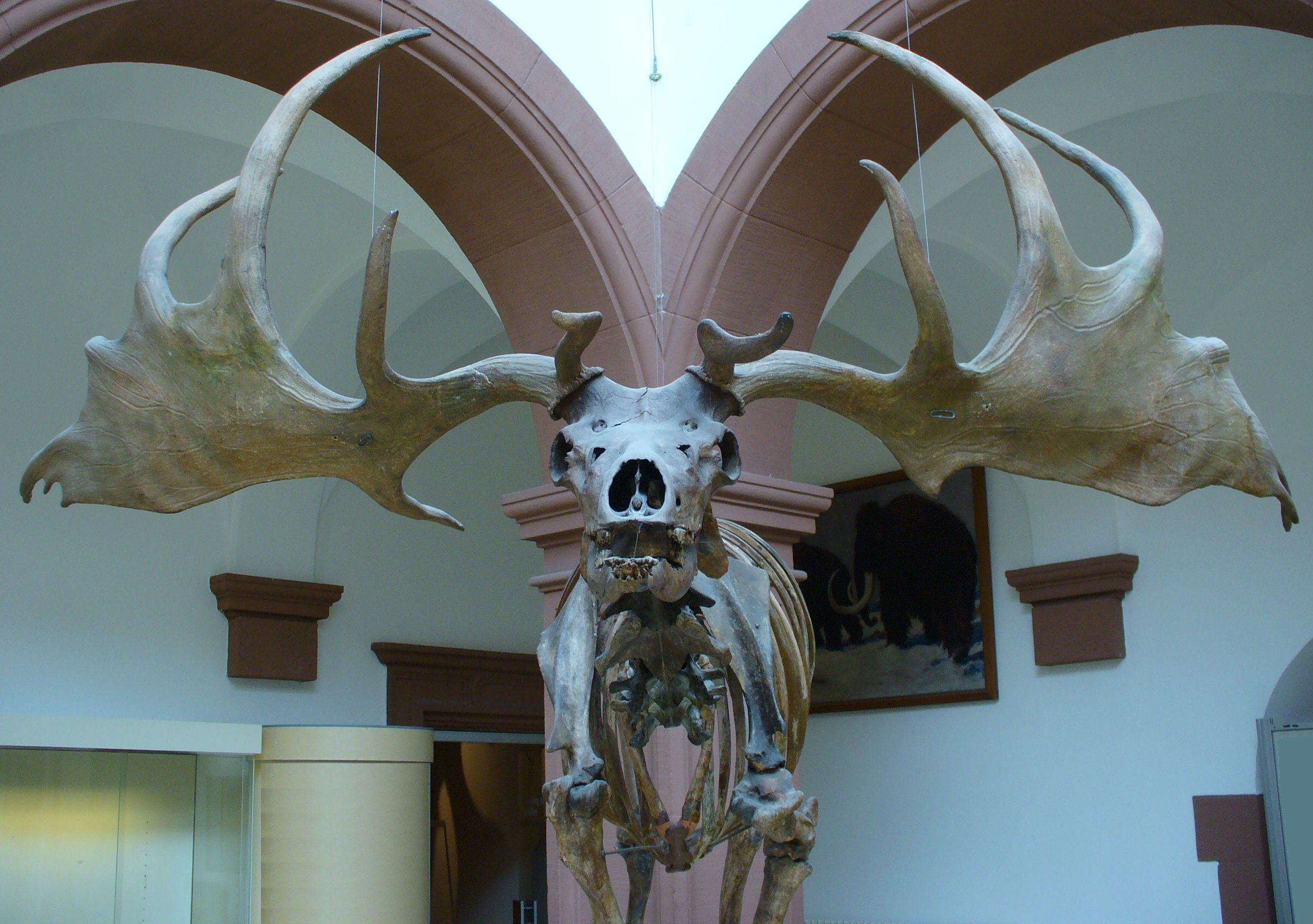
Esqueleto en exhibición con astas de 2.70 cm y unos 40 kg.
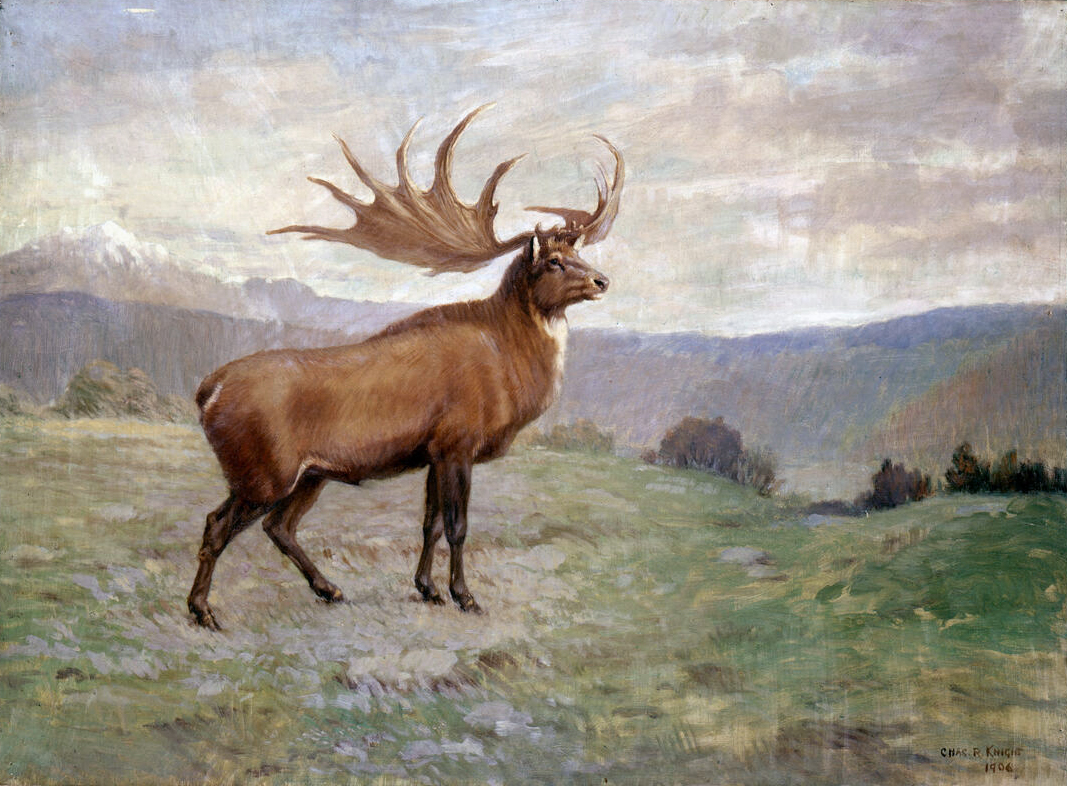
Recreación de Charles R. Knight.
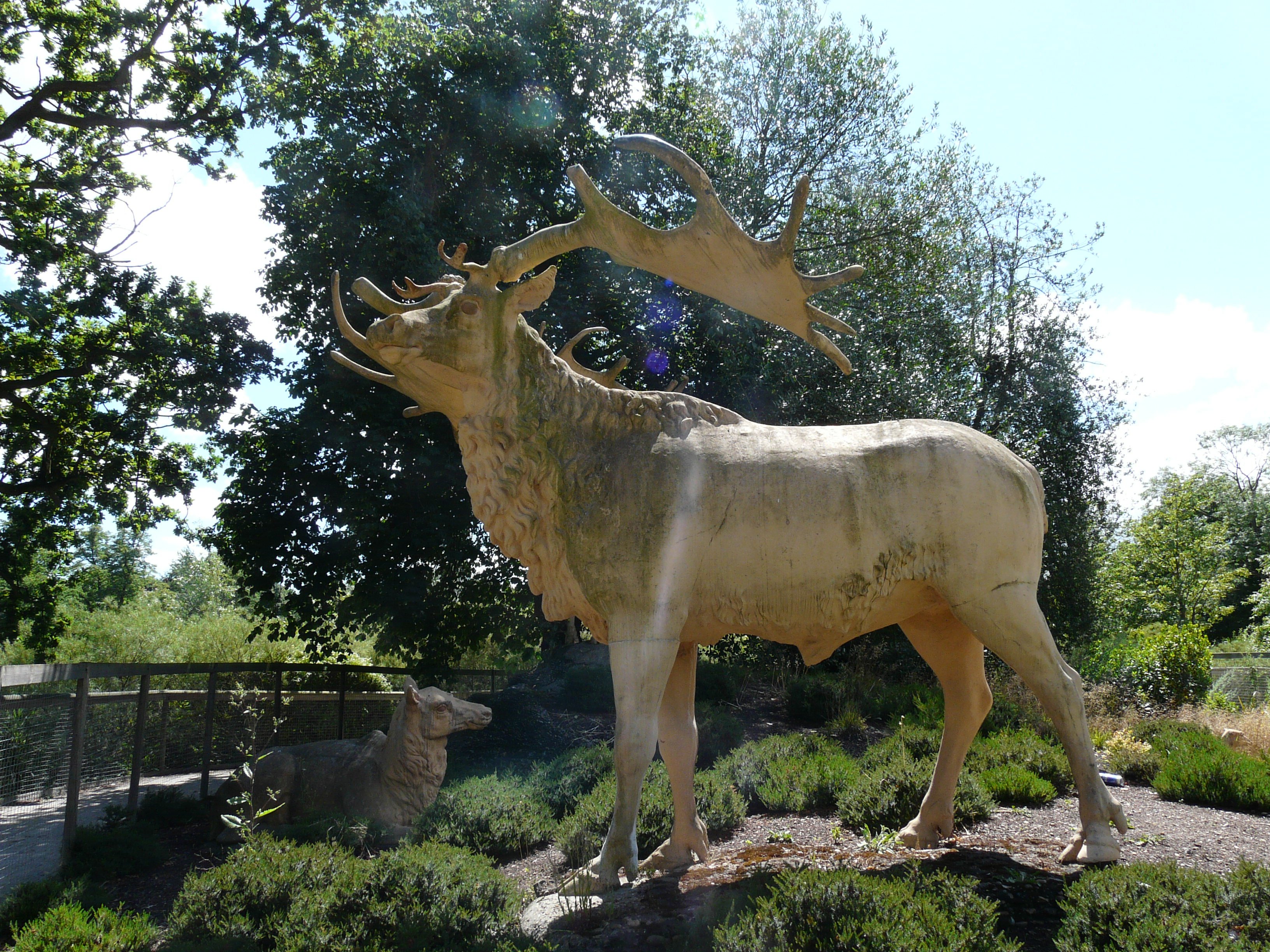
Escultura de Megaloceros en el Crystal Palace Park.
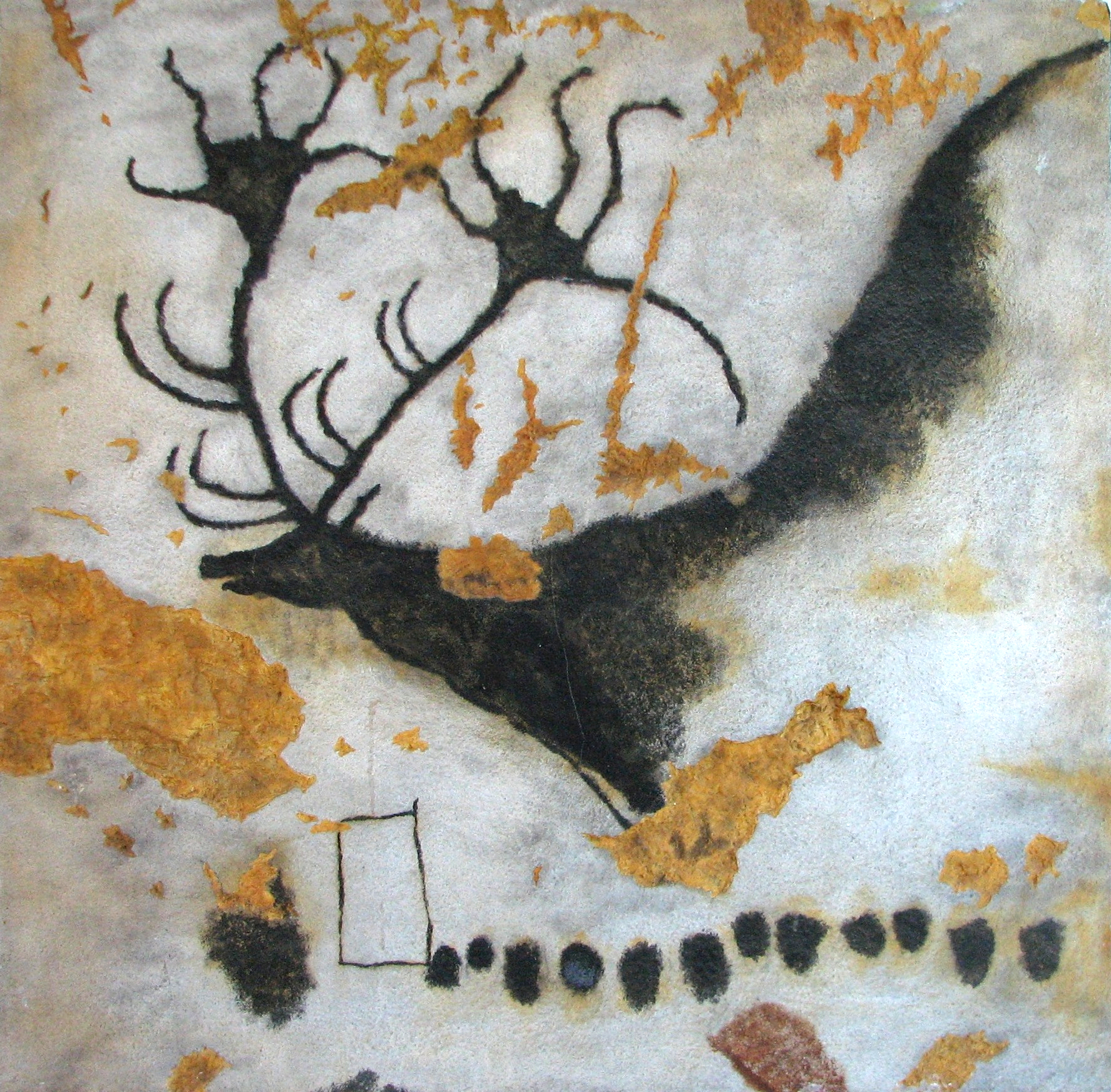
Megaloceros rupestre en la Cueva de Lascaux.